# Platí natiu
El platí natiu és un mineral de la classe dels elements natius. Pertany i dona nom al grup d'elements del platí. Rep el seu nom del castellà "platina", diminutiu del terme "plata". Aquest nou metall, que va ser trobat en grans dipòsits de placer durant la conquesta espanyola del segle XVI d'Amèrica del Sud, va ser anomenat "platina del Pinto", pel nom del Riu Pinto, Columbia.

## Característiques
El platí natiu és l'ocurrència natural del platí, amb fórmula química Pt. Cristal·litza en el sistema isomètric. Forma cristalls cúbics, normalment distorsionats, aproximadament d'un centímetre i mig. Se'n troba comunament com grans o escates, rarament com palletes de fins a 30 kg. La seva duresa a l'escala de Mohs es troba entre 4 i 4,5.
Segons la classificació de Nickel-Strunz, el platí natiu pertany a «01.AF: Metalls i aliatges de metalls, elements del grup del platí» juntament amb els següents minerals: osmi, ruteniridosmina, ruteni, iridi, pal·ladi, rodi.

## Formació i jaciments
Es troba principalment en dipòsits de placer, o en roques ígnies màfiques i ultramàfiques; rarament en filons de quars hidrotermal o dipòsits metamòrfics de contacte. Sol trobar-se associada a altres minerals com: calcopirita, cromita, magnetita i diferents aliatges de platí i ferro.

## Grup d'elements del platí
El grup d'elements del platí, també conegut amb l'acrònim PGE (de l'anglès Platinum Group Elements), és un grup de sis elements metàl·lics: iridi, osmi, pal·ladi, platí, rodi i ruteni. Els elements del grup del platí sovint es troben en forma nativa (iridi natiu, osmi natiu, pal·ladi natiu, platí natiu, rodi natiu i ruteni natiu), sovint junts i amb freqüència en forma d'aliatges entre ells i amb ferro o altres metalls.